# Nicolas-Joseph Cruts
Nicolas Joseph Toussaint Cruts (Wezet, 13 oktober 1784 - Elsene, 5 mei 1844) was lid van het Belgisch Nationaal Congres en magistraat.

## Levensloop
Cruts studeerde aan de École de Droit in Brussel en werd licentiaat in de rechten (1809) en doctor in de rechten (1810). Zijn licentiaatsthesis verdedigde hij publiek op 1 augustus 1809. Zijn doctorsthesis had als onderwerp De l'administration de la communauté, et de l'effet des actes de l'un ou de l'autre époux, relativement à la société conjugale.
Begin 1811 werd hij keizerlijk procureur bij de douanerechtbank in Utrecht, tot aan de afschaffing van deze rechtbank in 1814. Hij werd vervolgens procureur-crimineel in Maastricht (1814-1830). 
Zodra de Belgische Revolutie was uitgebroken werd hij op 15 oktober 1830 benoemd tot advocaat-generaal bij het hof van beroep in Luik. Bij de grote rechterlijke hervorming van oktober 1832 werd hij procureur generaal bij het hof van beroep in Brussel. Het jaar daarop werd hij raadsheer bij het Hof van Cassatie.
Bij de verkiezingen voor het Nationaal Congres werd hij tot plaatsvervangend lid verkozen voor het arrondissement Maastricht. Het is pas tegen het einde van de werkzaamheden, namelijk op 21 mei 1831 dat hij de ontslagnemende Jean-François Hennequin opvolgde. Het belette niet dat hij toch nog actief aan de besprekingen deelnam. Hij stemde voor Leopold van Saksen-Coburg als nieuwe koning maar behoorde tot de overtuigde groep neenstemmers, tegen het aanvaarden van het Verdrag der XVIII artikelen. Van een vertegenwoordiger van het arrondissement Maastricht verwachtte men uiteraard niets anders.
Hij overleed na een langdurige ziekte.